# Гордієнко Костянтин Олексійович
Ко́сть Олексі́йович Гордіє́нко, або Костянтин Олексійович Гордієнко (3 жовтня 1899, с. Микитинці — 18 грудня 1993, Харків) — український письменник, лауреат Державної премії України ім. Т. Г. Шевченка.

## Біографія
Народився 3 жовтня 1899 року у с. Микитинці на Хмельниччині, в сім'ї робітника. У 1910 році разом з батьками переїхав до Одеси, де в 1917 р. закінчив ремісничу школу. Працював у майстернях, на хімічному і рафінадному заводах, тут прилучився до революційної боротьби. Якийсь час працював відповідальним секретарем селянської газети «Більшовик», редактором балтської повітової газети «Червоне село».

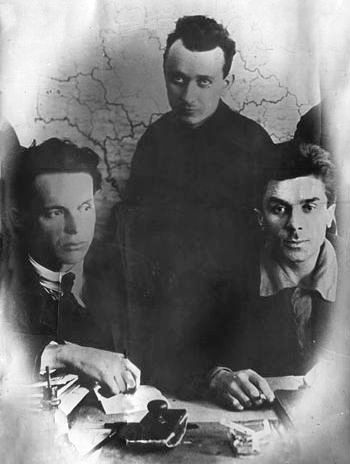
У редакції журналу «Всесвіт» (зліва): Олександр Довженко, Кость Гордієнко, Микола Хвильовий (Харків, 1925)

У 1922—27 роках Гордієнко жив у Харкові, належав до спілки пролетарських письменників «Гарт», працював у газеті «Вісті ВУЦВК». Працював поряд з Василем Блакитним, Олександром Довженком, Остапом Вишнею.
В середині 1920-х починає друкуватися в журналах і газетах, виходять у світ перші книжечки.
У 1929 році оселився у Лебедині. За свідченням самого письменника, лебединський період був найплідніший у його творчому житті.
У 1934 році Гордієнко — член спілки письменників України.
У роки Німецько-радянської війни К. Гордієнко працював у газетах «Радянська Україна», «Соціалістична Харківщина».
Крім художніх творів перу К. Гордієнка належить також кілька книжок-спогадів, роздумів про літературу, народні характери, мову («Лінія пера» (1932), «Слово про слово» (1964), «Рясне слово» (1978)).
Помер К. О. Гордієнко 18 грудня 1993 року в Харкові. Похований там же (кладовище № 2).

## Боротьба з канцеляризацією мови

Кость Гордієнко, 1955 рік

Кость Гордієнко, добрий знавець народної мови, писав:
| Таке враження, що загрожує нам і в побуті, і в літературі не так архаїзація мови, як канцеляризація. Хіба ми не помічаємо, як добірне народне слово гнітять канцелярські бур'яни? Де ви знайдете такого голову колгоспу, який би, приміром, сказав просто: "Кури добре несуться". Цього не може бути. Він неодмінно мовить: "Кури вступили в період інтенсивної носки яєць"... |
Щоб наочно показати читачеві, які є канцелярські штампи і в публікаціях газет, і навіть у художніх творах, Кость Гордієнко склав маленьку «новелу»:

| Галина перебувала в колективі на гарному рахунку. Вона домагалася успіху шляхом сумлінної праці. Хоч на початку з нею і не хотіли рахуватися. Це їй коштувало чималих зусиль. Трудова наполегливість викликається заінтересованістю дівчини у збільшенні виходу продукції. І цього ніяк не можна скинути з рахівниці. Збоку вона виглядала цілком щасливою. Спочатку вона лише намацувала новий стиль у роботі, а згодом розгорнула свою діяльність. У кінцевому рахунку вона перемогла. |

## Нагороди та вшанування пам'яті
За трилогію «Чужу ниву жала» (1940), «Дівчина під яблунею» (1954), «Буймир» (1968) К. Гордієнко удостоєний Державної премії України ім. Т. Г. Шевченка.
За великі досягнення в літературі К. О. Гордієнко був також нагороджений орденами «Трудового Червоного Прапора» та «Знак Пошани», медалями.
Ім'я Костя Гордієнка присвоєно муніципальній премії (м. Харків) за найкращий прозовий твір року. А до 110-ї річниці визнаного майстра української прози відбулися ювілейні вечори в обласній організації «Просвіта» та в Літературному музеї міста.

## Твори
- Федько (1925)
- Харчевня «Розвага друзів» (1925)
- Червоні роси (1926)
- Автомат [Архівовано 23 вересня 2020 у Wayback Machine.] (1928)
- Славгород (1929)
- Мудриголови
- Повість про комуну (1930)
- Атака (1931)
- Зерна (1934)
- Чужу ниву жала (1940)
- Дівчата — подруги (1941)
- Листи до друзів (1942)
- Вірність (1943)
- Сильніше смерті (1946)
- Б'ють джерела (1947)
- Заробітчани (1949)
- Цвіти, земля (1951)
- Дівчина під яблунею (1954)
- Сім'я Остапа Тура (1958)
- Зимова повість (1965)
- Буймир (1968)